# International Gay and Lesbian Human Rights Commission
De International Gay and Lesbian Human Rights Commission (IGLHRC) is een internationale organisatie die schending van lgbt-rechten en gewelddadigheden tegen lesbiennes, homo's, biseksuelen, transgenders en mensen met hiv en/of aids documenteert en publiekelijk aankaart.
De IGLHRC werd in 1990 opgericht door Russische en Amerikaanse activisten. In 1991 werd de IGLHRC omgezet in een non-profitorganisatie.
In eerste instantie richtte de IGLHRC zich enkel op de mensenrechtenschendingen jegens lgbt'ers in Rusland, nu richt ze zich op de gehele wereld. Aandachtsgebieden zijn de Verenigde Staten, Afrika, het Midden-Oosten, het voormalige Oostblok en Azië. De website bevatte tot 2007 tevens een gegevenslijst omtrent aan lgbt wereldwijd verleende asielstatussen.
De IGLHRC ondersteunt de inzet van anderen die zich inzetten voor mensenrechten met betrekking tot seksuele geaardheid door publiciteit en door het uitreiken van verschillende prijzen, waaronder de Outspoken Award en de Felipe de Souza Award, genoemd naar een in de 16e eeuw in Brazilië door de inquisitie gemartelde en vermoorde lesbienne.
De IGLHRC is gevestigd in New York, San Francisco en Buenos Aires.